# Dieppe
Dieppe (in normanno Dgieppe, in italiano arcaico Dieppa) è un comune francese di 28 358 abitanti situato nel dipartimento della Senna Marittima nella regione della Normandia.

## Geografia fisica
La città è attraversata dal breve fiume Arques, che ivi si getta nella Manica.

## Storia
Dieppe fu importante nella storia della navigazione perché qui furono effettuati importanti test per la messa a punto del sistema radiogoniometrico di Ettore Bellini e di Alessandro Tosi. In particolare, era la zona compresa tra le città di Rouen, Dieppe e Le Havre che per la sua disposizione geografica e la sua conformazione si prestava a questo tipo di esperimenti.

## Monumenti e luoghi d'interesse

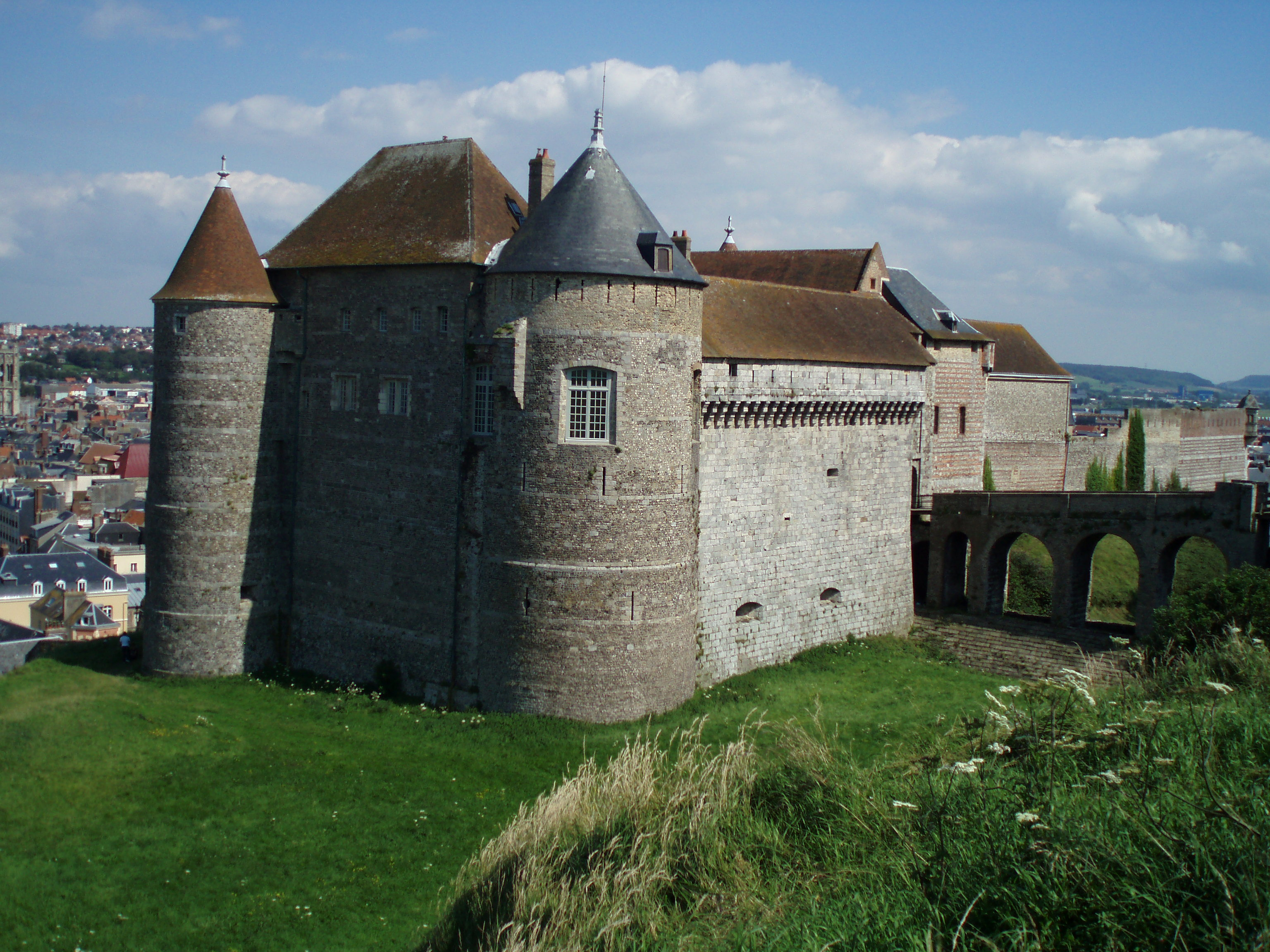
Il castello di Dieppe

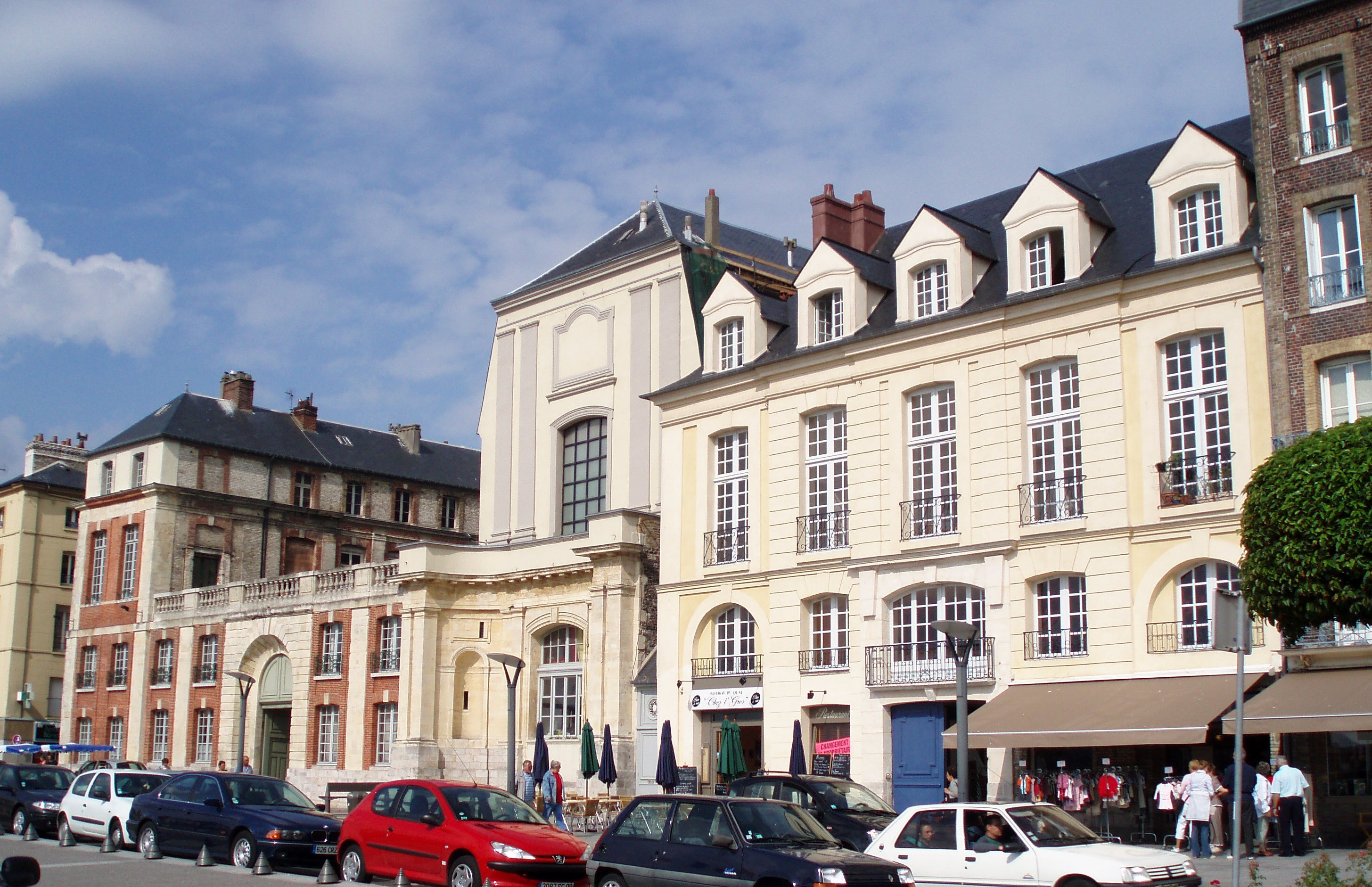
Collegio degli oratoriani e antico hôtel de la Vicomté

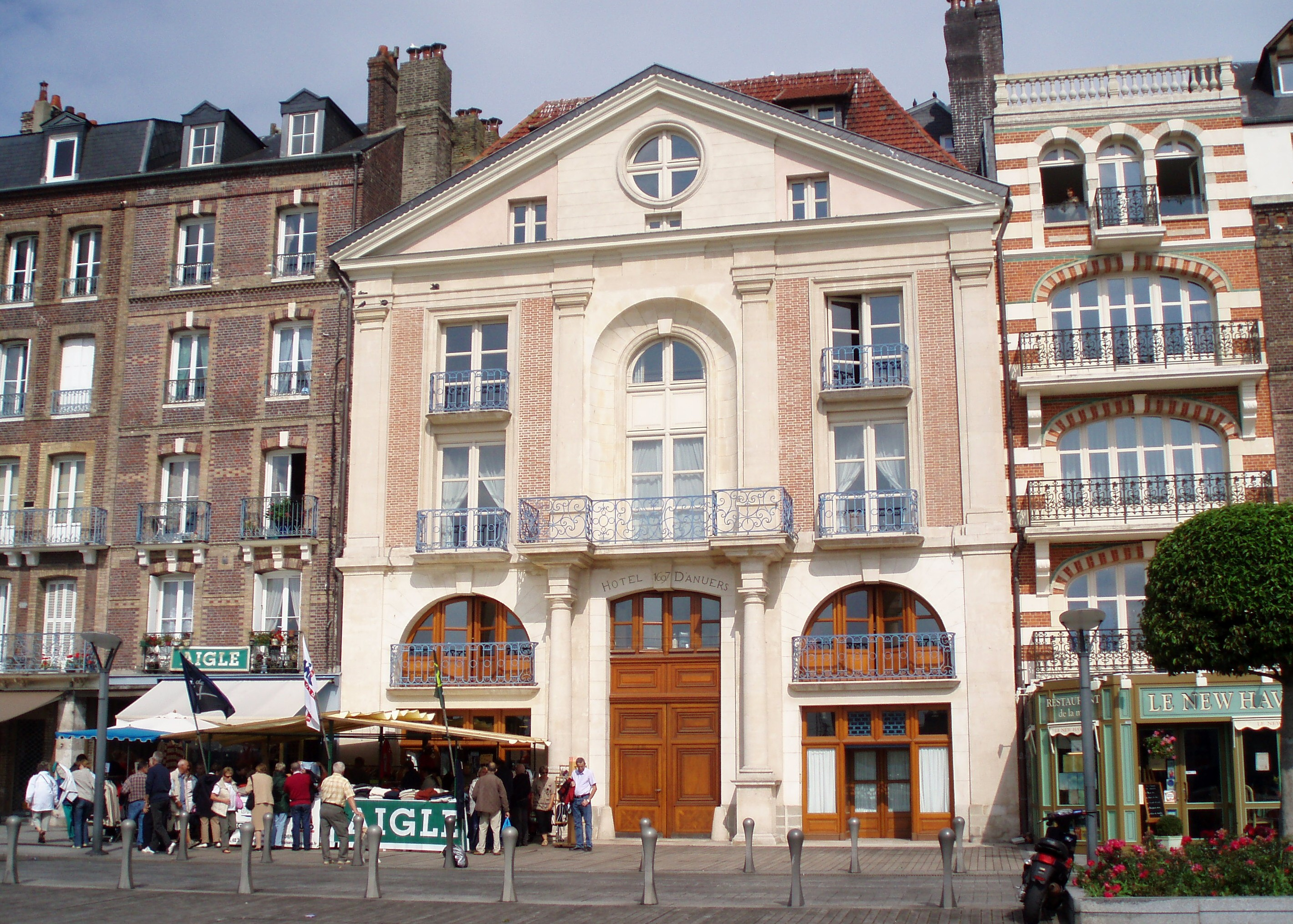
Antico hôtel d'Anvers, quai Enrico IV, Dieppe

- Il castello di Dieppe: un primo castello esisteva ai tempi di Filippo Augusto. La costruzione del castello attuale cominciò nel 1443 su iniziativa di Charles Des Marets. La torre ovest data probabilmente dal XIV secolo. Esso presenta oggi una struttura molto composita e la parte eretta in selce ed in gres è stata spesso rimaneggiata. Vi fu aggiunto un bastione in mattoni e vari altri edifici. Nell'epoca contemporanea, fino al 1923, fu sede di una caserma. Oggi ospita un museo. Dal 1862 è stato classificato Monumento storico di Francia[4]
- La Chiesa di Saint-Rémy, eretta tra il XVI e il XVII secolo, domina l'omonima piazza; è ritenuta una delle più belle chiese della regione ed ospita un organo, opera di Parizot. Dal 1910 è Monumento storico di Francia[5]
- La Chiesa di San Giacomo, dedicata a san Giacomo il Maggiore, fu costruita tra il XII e il XVI secolo. Fu elevata a chiesa parrocchiale nel 1282 da Guillaume de Flavacourt arcivescovo di Rouen. Dal 1840 è Monumento storico di Francia.[6]
- Il quai Duquesne, con le arcate della Borsa, la Camera di Commercio e l'edificio dell'antica chincaglieria Leveau (26 quai Duquesne), disegnato da Georges Feray in uno stile oscillante fra modernismo e classicismo.
- Il quai Enrico IV (il vecchio Grand-Quai). Costellato di numerosi ristoranti il quai offre alcuni belli edifici storici risalenti ai secoli XVII e XVIII, tra i quali il collegio degli oratoriani (1614), la cui cappella fu costruita posteriormente, ove si trovava la casa di Jehan Ango, l'hôtel de la Vicomté e l'hôtel d'Anvers (1697) del quale un bassorilievo, rappresentante la città d'Anversa, orna il portico dal lato del cortile interno. Sul bastione della tour aux Crabes (1374), che difendeva fino al 1841 l'accesso al canale che conduce al porto, un pannello, installato nel 2000, rappresentante l'anarchica Louise Michel sullo sfondo di una bandiera rossa, informa che questa militante della comune di Parigi è rientrata dal bagno penale passando dal porto di Dieppe[7]
- Il quartiere del Pollet[8]: l'antico quartiere dei pescatori con case pittoresche e passeggiata che porta alla sommità della falesia
- La chiesa di Notre-Dame-de-Bon-Secours (1876), dominante la falesia est della città, che sovrasta il Pollet, che fu meta di pellegrinaggi e poi luogo destinato al ricordo dei marinai dispersi in mare.[9].
- La chiesa riformata di Dieppe (antica cappella del Carmelo).

## Società

### Evoluzione demografica
Abitanti censiti

## Turismo ed eventi
Dieppe è una famosa meta balneare in Francia. Si narra che la duchessa di Berry Maria Carolina di Borbone fece nel 1824 il primo bagno nelle spiagge di Dieppe, promuovendo così la futura crescita balneare della cittadina francese.
Ogni due anni si svolge a Dieppe la festa dell'aquilone, tutto il lungomare di Dieppe viene usato dagli aquilonisti.
Ogni novembre si celebra la festa dell'aringa.

## Amministrazione

### Gemellaggi
- Brighton
- Dieppe (La cittadina canadese è stata chiamata come quella francese nel 1946 in onore della commemorazione dei 913 soldati canadesi morti durante il raid di Dieppe)